# Звєрєва Лідія Віссаріонівна

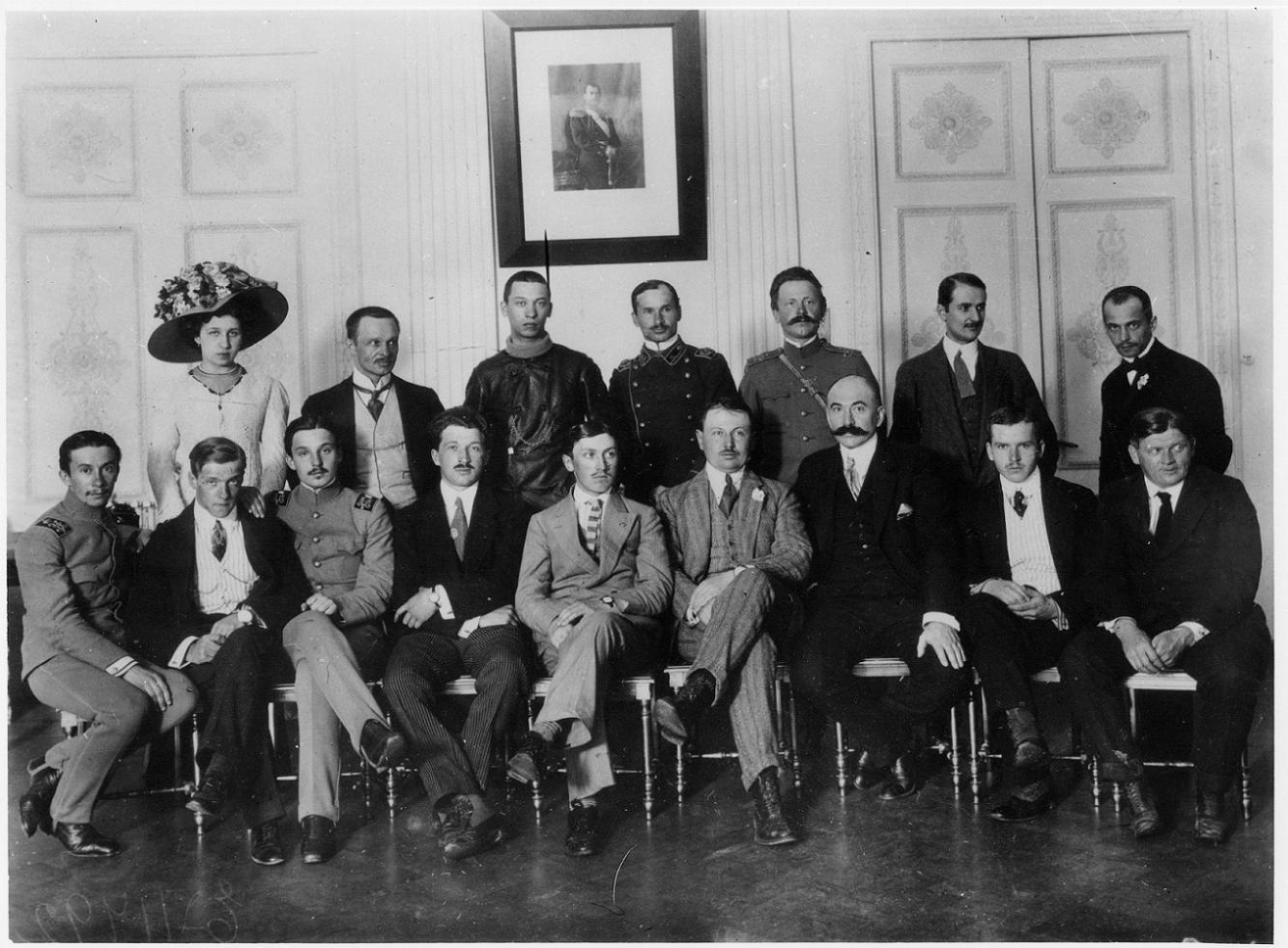
Лідія Звєрєва з групою авіаторів перельоту Петербург−Москва

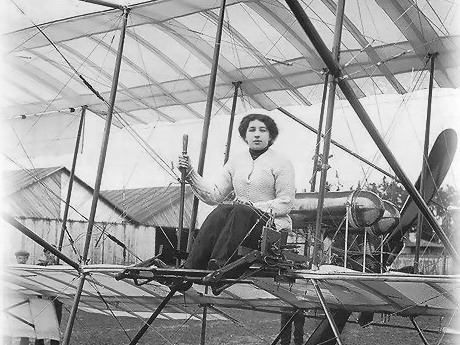
Лідія Звєрєва перед польотом на біплані Фарман IV, 1911 рік.

Л. В. Звєрєва. Диплом авіатора.

Лідія Віссаріонівна Звєрєва (нар. 1890 — пом. 2 [15] травня 1916) — перша дипломована російська жінка-пілот.

## Життєпис
Народилася 1890 року в родині генерала російської армії, героя війни на Балканах 1877–1878 років Віссаріона Лебедєва.
Випускниця Маріїнського жіночого училища (за іншими даними — випускниця Білостоцького інституту благородних дівиць). У 17 років вийшла заміж за інженера В. С. Звєрєва. Через два роки овдовіла.
У 1910 році вступила в Гатчинський аероклуб «Гамаюн» (авіаційну школу, де навчалася і Любов Голанчикова). У листопаді 1911 року, витримавши всі випускні іспити, вона стала першою в Російській імперії жінкою-авіатором (диплом пілота-авіатора № 31).
Звєрєва першою з жінок виконала мертву петлю, штопор, пікірування з вимкненим мотором. Кілька разів потрапляла в серйозні авіааварії, але відбувалася тільки подряпинами та забоями.
Льотчик Костянтин Арцеулов, який навчався разом з нею в авіашколі, згодом згадував:

Звєрєва літала сміливо і рішуче, я пам'ятаю, як всі звертали увагу на її майстерні польоти, в тому числі і висотні. А адже на той час не всі ризикували підніматися на велику висоту.

У школі повітроплавання Звєрєва познайомилася з майбутнім своїм чоловіком — пілотом-інструктором Володимиром Слюсаренком. Родина Слюсаренків жила на Петропавлівської вулиці, в будинку № 6 (на Петроградській стороні).
В 1911–1912 роках вони брали участь у демонстраційних польотах в різних містах Російської імперії.
У 1913 році Володимир Слюсаренко та Лідія Звєрєва організували в Ризі, яка тоді була одним з центрів європейської авіації, свої майстерні з ремонту і будівництва літаків і одночасно — невелику льотну школу, в якій самі ж навчали польотів.
З початком Першої світової війни Володимир Слюсаренко, отримавши субсидію військового відомства, переніс своє підприємство, яке називалося тепер заводом, до Петрограда. За наступні два роки, до 1 серпня 1916 року, завод здав військовій прийомці 40 літаків: «Фарман-XXII біс» — 15 примірників, і «Моран-Парасоль» — 25 примірників. За ці ж два роки було випущено вісім літаків «Фарман-VII» і десять літаків «Фарман-IV», будувалося кілька примірників «Моран-Ж» 14-метрових і було замовлення на 20 літаків «Лебідь-XII».
Лідія Звєрєва померла 2 (15) травня 1916 року від тифу. Під час похорону першої російської жінки-авіатора над цвинтарем кружляли аероплани з комендантського аеродрому. Місце поховання Нікольске кладовище Олександро-Невської лаври.
Заснований подружжям завод працював до революції 1917 року. Згодом Володимир Слюсаренко емігрував до Австралії.

## Пам'ять
- На честь Лідії Віссаріонівни Звєрєвої названа вулиця в Приморському районі Санкт-Петербурга й одна з вулиць мікрорайону Аеродром в Гатчині.
- У сквері імені Левка Мацієвича на колишньому комендантському аеродромі в Санкт-Петербурзі встановлено погруддя льотчиці Лідії Звєрєвої.